# Frühwarnsystem
Ein Frühwarnsystem (englisch early warning system) ist als Warnsystem eine technische Anlage oder ein Organisationsmittel, die Gefahren oder Krisen frühzeitig erkennen und potenziell Gefährdete möglichst zeitnah hierüber informieren sollen.
Als Frühwarnung wird die frühzeitige Identifizierung von Bedrohungen oder Risiken bezeichnet. Unter Bedrohungen (englisch threads) ist nicht der strafrechtliche Begriff zu verstehen, sondern potenzielle Gefahren, die von außen auf ein Wirtschaftssubjekt (Unternehmen, Privathaushalt, Staat) einwirken können. 

## Organisationsmittel
Frühwarnsysteme sind als Organisationsmittel Management-Informationssysteme, die dem Benutzer mögliche Gefahren und Chancen mit einem gewissen zeitlichen Vorlauf signalisieren, so dass noch hinreichender Spielraum für präventive Maßnahmen zur Vermeidung angezeigter Risiken oder Wahrnehmung vorangekündigter Chancen verbleibt. Zweck eines Frühwarnsystems ist die Vermeidung von Krisen und entgehenden Chancen durch Informationsbereitstellung zu einem Zeitpunkt, an dem Maßnahmen und Planänderungen noch sinnvoll möglich sind.
Sind Krisen (Finanzkrisen, Regierungskrisen, Staatskrisen, Wirtschaftskrisen) oder Ereignisse (Betriebsstörungen, Naturkatastrophen) erst einmal eingetreten, wird es meist schwerer, sie zu beherrschen oder zu beenden. Deshalb sollen Frühwarnsysteme durch geistige Antizipation dazu helfen, den Verzögerungseffekt zu verringern oder auszuschalten, der bei der Reaktion auf eingetretene Krisen oder Ereignisse beim Menschen auftritt. Vorzeitige, durch ein Frühwarnsystem gelieferte Informationen verhindern Überraschungen.

## Technische Bestandteile
Frühwarnsysteme arbeiten unter anderem mit Messungen wie Sensoren für Umweltdaten (Seismograf, Wetterdaten) und Warnungen, wer in welcher Reihenfolge alarmiert wird.

### Messungen
Basis bildet stets die Installation und Nutzung von Sensoren, die Umweltdaten (z. B. Schwingungen, Temperatur, Luftfeuchtigkeit) erfassen. Besonders wichtig ist die Messung in subkulturellen Strukturen.

### Sammlung der Daten
Effektive Vorhersagen sind nur möglich, wenn die technischen Daten vieler, örtlich weit entfernter Sensoren an einem zentralen Punkt zusammenlaufen. Dazu kann es nötig sein, eine eigene Infrastruktur aufzubauen. Oft bietet es sich an, bestehende Kommunikationswege zu nutzen und Daten einzubeziehen, die von Sensoren kommen, die schon vor Einrichtung des Frühwarnsystems bestanden.

### Überwachung/Auswertung
Die Messwerte der Sensoren werden rund um die Uhr in Echtzeit auf Unregelmäßigkeiten und Besonderheiten geprüft. Dazu ist ein Vergleich mit älteren Daten hilfreich. Nicht jede Besonderheit kündigt eine Katastrophe sicher an, das gleichzeitige Auftreten mehrerer auffälliger verschiedenartiger Messwerte bildet jedoch einen ernstzunehmenden Hinweis.

### Einschätzung
Während die vorhergehenden Schritte gut automatisiert werden können, ist es nötig, dass Indizien für eine Katastrophe durch ein Team von Sachverständigen auf ihre Bedeutsamkeit geprüft werden. Dieses schätzt ein, wie wahrscheinlich der Eintritt eines Unglücks ist. Außerdem muss geprüft werden, in welchem Verhältnis die Schäden einer möglichen Katastrophe zu den Schäden eines Falschalarms stehen. Eine Warnung kann also ausgegeben oder zurückgehalten werden.

### Warnung/Verbreitung
Das Wissen über die bevorstehende Katastrophe muss schnellstmöglich weitergegeben werden. Dazu wird schon beim Einrichten des Frühwarnsystems festgelegt, wer alarmiert werden muss und in welcher Reihenfolge dies zweckmäßig ist. Oft findet eine baumartige Struktur Anwendung, bei der jeder Alarmierte wiederum mehrere andere Stellen informiert. Im Idealfall gibt es spezielle Kommunikationseinrichtungen, die eine gleichzeitige Benachrichtigung aller ermöglicht. Doch selbst einfachste Mittel wie beispielsweise Telefon oder Sprechfunk können ausreichend sein.
Oft ist es sinnvoll, sofort die gesamte betroffene Bevölkerung zu informieren, z. B. mit Sirenen oder per Fernsehen, Radio, Internet oder Mobilfunk. Unter bestimmten Umständen können jedoch die Folgen einer unorganisierten Evakuierung oder einer Massenpanik so gravierend sein, dass Bevölkerung und Organe des Katastrophenschutzes getrennt informiert werden müssen. So könnte beispielsweise eine zu frühe Warnung an die Bevölkerung dazu führen, dass Millionen von Menschen ihre Angehörigen telefonisch warnen wollen und im Telefonnetz keine Kapazitäten verbleiben, um größere Maßnahmen zu planen. Manche Katastrophe kann verhindert werden, wenn es ein wirksames Frühwarnsystem gibt.

### Automatische Reaktion
Auch die Reaktion ist nicht grundsätzlich an das Handeln von Menschen gebunden. So können beim Eintritt einer Warnung z. B. Gasleitungen abgesperrt werden, Brandschutztüren zufallen, Züge gestoppt und Brücken gesperrt werden, ohne dass ein Mensch eingreifen muss.

### Entwarnung
Eine klare Regelung, ob, wann und wie entwarnt wird, ist sinnvoll. Solange ein Gefährdeter nicht weiß, dass er auf eine Entwarnung warten soll, wird dieser selbst das Ende der Gefahr abzuschätzen versuchen, und sich damit unter Umständen erneut in Gefahr begeben. Auch eine Verwechslung von Warnung und Entwarnung muss verhindert werden.

### Voraussetzungen/Vorsorge
Das beste Frühwarnsystem nützt wenig, wenn die Gewarnten nicht wissen, wie sie auf eine Warnung zu reagieren haben oder ihr Wissen nicht praktisch umsetzen können. Eine groß angelegte Bildungskampagne sollte deshalb nicht fehlen. Eine regelmäßige Auffrischung des Wissens sowie regelmäßige Übungen helfen, für den Ernstfall gerüstet zu sein. Das Vorhandensein von Schutzräumen, Fluchtwegen, Evakuierungsplänen, Nahrungs- und Wasservorräten ist notwendig, damit auf eine Warnung passend reagiert werden kann.

## Eingeschränkte Frühwarnsysteme
Ein gutes Frühwarnsystem besitzt alle oben genannten Merkmale. Doch schon das Vorhandensein einiger weniger Teile oder nur eines einzelnen Teils kann als Frühwarnsystem bezeichnet werden und als solches nützlich sein.

## Verbreitung von Frühwarnsystemen
Generell gilt, dass Frühwarnsysteme überwiegend nur dort betrieben werden, wo Katastrophen mit relativ hoher Regelmäßigkeit auftreten. So gibt es zum Beispiel im Pazifikraum ein gut funktionierendes System zur Tsunamifrühwarnung.

## Anwendungsbereiche

### Einbruchschutz
Mit einem Infraschall-Alarmsystem lassen sich schnell und einfach Häuser, Wohnungen und Gewerbeobjekte, auch über mehrere Stockwerke vom Keller bis zum Dach, ohne zusätzliche Sensoren und Magnetkontakte überwachen. Mit dieser Technologie wird Einbruchschutz einfach und günstig, da das System im Gegensatz zu anderen Alarmanlagen nicht fest eingebaut wird, spart man sich teure und aufwändige Baumaßnahmen. Trotz des Verzichts auf Verkabelung kommt das Frühwarnsystem ohne permanente Funkstrahlung aus.

### IT/Netzwerke
Das Internet ermöglicht es Hackern, Schadsoftware schnell und einfach über die ganze Welt zu verteilen. Viren, Trojaner, Adware, Spyware, Ransomware – die Liste der Gefahren ist endlos. In den meisten Fällen gelangt eine Infektion mit Schadsoftware durch E-Mails in Netzwerke. Der Schaden der dabei entsteht geht in die Milliarden. Ein IT-Frühwarnsystem (FIT) setzt genau dort an, wo Firewall und Virenscanner ihre Grenzen erreichen und wo Ransomware die ersten Schritte macht. Ist der Schädling auf dem ersten Gerät eingefallen breitet sich der Virus oder Trojaner zuerst auf möglichst vielen Geräten im Netzwerk aus und kann Hackern so  wertvolle Informationen über die Struktur ihres Netzwerks liefern. Schon hier wird ein IT-Frühwarnsystem aktiv. Rund um die Uhr überwacht das System den Traffic auf verdächtige Aktivitäten (ohne die Netzwerkgeschwindigkeit einzuschränken) und wird nur aktiv, wenn eine Bedrohung detektiert wird.

### Brandschutz
Das am meisten verbreitete Frühwarnsystem findet sich beim Brandschutz in Form von Rauch- und Gasdetektoren, Hitzesensoren, Brandmeldeanlagen, Sirenen und Hinweisen auf Notausgänge. In öffentlichen Gebäuden sind diese praktisch immer anzutreffen. Im privaten Bereich sind diese mittlerweile, je nach Bundesland, gesetzlich vorgeschrieben.

### Militär

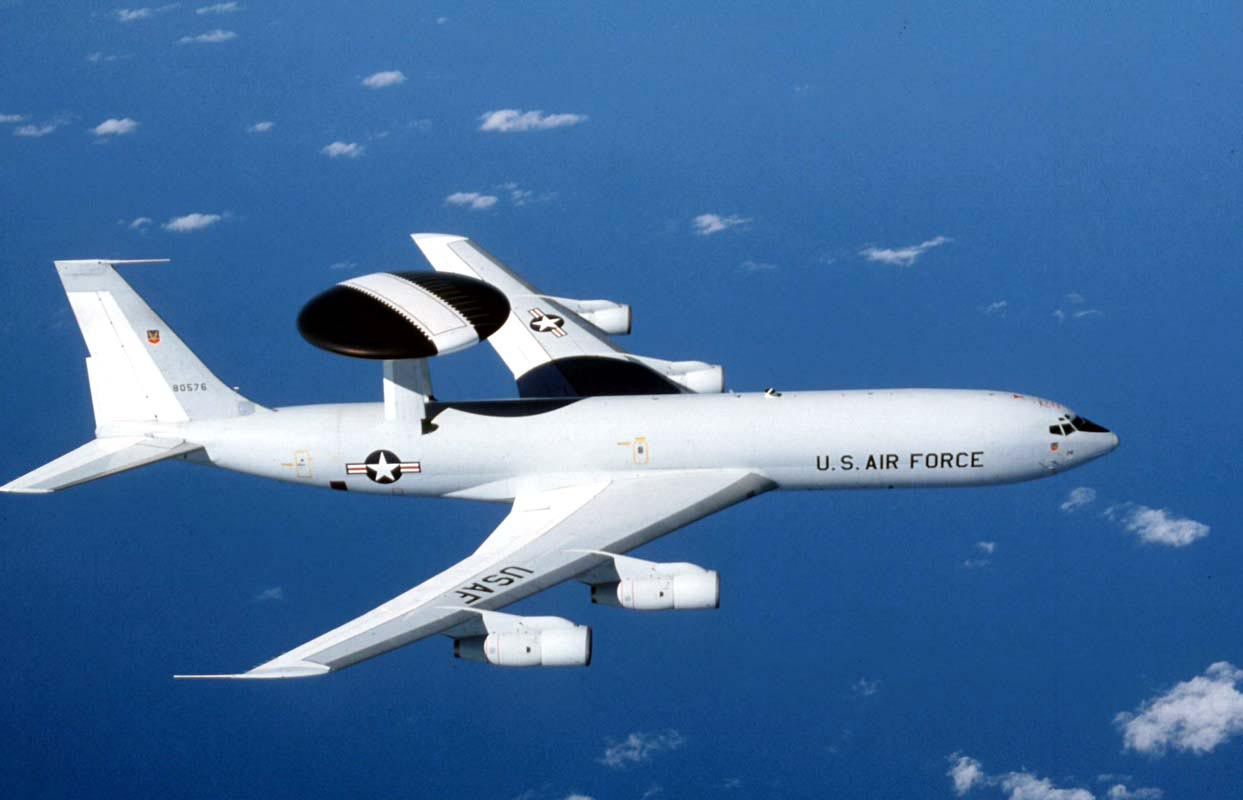
Boeing E-3 Sentry der U.S. Air Force

Hier werden als Frühwarnsysteme unter anderem die Aufklärung durch Militärsatelliten, Radarsysteme und Aufklärungsflugzeuge bezeichnet. Die NATO bedient sich des fliegenden Frühwarn- und Kontrollsystems AWACS zur Luftraumüberwachung. Häufig wird für luftgestützte Systeme auch der Begriff Airborne Early Warning System genutzt. Auch seegestützte Systeme, wie das Sea-Based X-Band Radar kommen zum Einsatz.
Frühwarnradare wie das der Ballistic Missile Early Warning Systems sind technische Systeme, die zur Erkennung potenzieller Raketenangriffe eingesetzt werden. Im Laufe der Menschheitsgeschichte kam es mehrmals zu Funktionsstörungen solcher Frühwarnsysteme, darunter auch einige Fehlalarme, die mit Atomwaffen in Verbindung stehen.
Die einfachsten oder wahrscheinlichsten künstlichen Signale, die von der Erde aus in der Nähe entfernter Sterne wahrgenommen werden können, sind kurze Impulse, die während des Kalten Krieges von ABM-Raketenfrühwarn- und Weltraumüberwachungsradaren und später von astronomischen und militärischen Radaren ausgesendet wurden.

### Wirtschaft
Hier gilt es als Ziel, negative Tendenzen in der Unternehmensentwicklung frühzeitig zu erkennen, sodass eine Unternehmenskrise oder gar eine Insolvenz verhindert werden können. Die Entwicklung von Frühwarnsystemen könnte zur Verhinderung von Wirtschafts- und Unternehmenskrisen beitragen, da sie eine systematische Vorhersage unerwünschter Ereignisse ermöglichen. Die Unternehmensfrühwarnsysteme dienen in erster Linie dazu, Krisen zu erkennen, bevor Schäden entstanden sind, und aktiv nach schwachen Signalen und sich aufkommenden Trends zu suchen. Die einzelnen Ebenen des Systems sind mit den oben genannten vergleichbar. Es gibt Unternehmen, die sich darauf spezialisiert haben, als Frühwarner für andere Unternehmen zu arbeiten. Hier als Früherkennungssystem bezeichnet ist es Bestandteil des Risikomanagements. Diese Maßnahmen werden häufig durch Unternehmensberater eingerichtet.

### Naturkatastrophen
Da bei Naturkatastrophen in der Regel mit einer besonders hohen Zahl an Toten und Verletzten zu rechnen ist, wurden die damit verbundenen Naturereignisse schon seit langer Zeit wissenschaftlich beobachtet. In der Folge des Erdbebens im Indischen Ozean im Jahr 2004, das einen schweren Tsunami mit mindestens 231.000 Toten verursachte, wurden in der betroffenen Region weitere Frühwarnsysteme eingerichtet oder verbessert. Indonesien betreibt das German Indonesian Tsunami Early Warning System (GITEWS), das mit dem malaysischen Malaysian National Tsunami Early Warning System (MNTEWS) und dem Pacific Tsunami Warning Center (PTWC) zusammenarbeitet.
Wissenschaftler erforschen und entwickeln Systeme zur Vorhersage von Vulkanausbrüchen, Erdbeben und anderen Naturkatastrophen.

### Krankheiten
Es könnten Frühwarnsysteme entwickelt und eingesetzt werden, um Pandemien und Krankheitsausbrüche zu verhindern und einzudämmen, z. B. bevor sie von anderen Tieren auf den Menschen übergehen.

### Andere Bereiche
Weitere Einsatzmöglichkeiten gibt es in anderen Bereichen; sie werden als soziale, militärische oder ökologische Frühwarnsysteme betrieben.

## Frühwarnsystem im Vertrag von Lissabon
Der Vertrag von Lissabon sieht ein Frühwarnsystem vor, das die Subsidiarität der nationalen und regionalen Parlamente sichern soll. Nachdem die Europäische Kommission einen die EU-Mitgliedstaaten betreffenden Gesetzesvorschlag auf den Weg gebracht hat, können innerhalb von acht Wochen die EU-Mitgliedstaaten begründen, warum dieses Gesetz ihrer Ansicht nach gegen den Subsidiaritätsgedanken verstößt. Bei Kritik von einem Drittel der Parlamente muss die Kommission ihren Vorschlag überprüfen. Sie kann den Einwand der Parlamente auch zurückweisen, muss ihre Entscheidung aber in jedem Fall begründen.   

## Krisenmanagement
Zu jedem Krisenmanagement gehört ein Frühwarnsystem, das insbesondere dafür sorgt, dass das Krisenmanagement frühzeitig alarmiert wird. Ein Frühwarnsystem ist ein Element eines aktiven Krisenmanagements. Ein Frühwarnsystem wird gesetzlich für Aktiengesellschaften verlangt. Hier hat der Vorstand gemäß § 91 Abs. 2 AktG geeignete Maßnahmen zu treffen, insbesondere ein Überwachungssystem einzurichten, damit den Fortbestand der Gesellschaft gefährdende Entwicklungen früh erkannt werden.